# Pedro de Gamboa
Pedro de Gamboa est un maître d'œuvre et un architecte d'espagnol, né en 1512, et mort en 1552.
Il est le fils de Juan Gamboa et Maria Iriarte, habitants d'Elgorrieta (Biscaye).
Il ne faut pas le confondre avec Pedro Sarmiento de Gamboa.

## Biographie
Il fait partie de l'expéditions de Pedro de Valdivia qui a colonisé le Chili. Maître d'œuvre et architecte, il a fait des plans de villes. 
Pedro de Valdivia a fondé la ville de Santiago de Nueva Extremadura ou del Nuevo Extremo, Santiago du Chili, le 12 février 1541 dans la vallée du Mapocho d'après la municipalité et la correspondance de Valdivia au roi. D'autres donnent la date du 24 février. 
Pedro de Gamboa a eu la confiance de Don Pedro de Valdivia. Il est célèbre pour avoir fait le plan de Santiago du Chili au cordeau et à la règle en commençant par la Plaza Mayor, en s'inspirant du plan existant de la ville de Lima et l'a soumis au conseil municipal. La ville a été divisée en quartiers, conformément aux ordonnances, avec neuf rues orientées est-ouest qui sont traversées perpendiculairement par neuf rues orientées nord-sud donnant un plan en échiquier, ou plan hippodamien. Une révolte de Mapochoes a pratiquement détruit cette première installation le 11 septembre 1541.
Alonso de Monroy vient du Pérou au Chili en septembre 1543 pour aider les habitants qui y sont restés. Une première répartition de encomiendas en 1544. Pedro de Valdivia est nommé gouverneur de la capitainerie générale du Chili par le roi d'Espagne en 1545.
Le 22 décembre 1551, le conseil municipal a élargi sa fonction à la fourniture et la répartition de l'eau entre les habitants.
Le 2 avril 1552, le roi d'Espagne donne le titre de cité et des armoiries à la ville de Santiago.
Il était un ami de Inés de Suárez, la première femme espagnole qui est arrivée au Chili.